# رولف آس
رولف آس (بالنرويجية البوكمول: Rolf Aas)‏ (12 أكتوبر 1891 في النرويج - 9 أبريل 1946 بأوسلو في النرويج) هو لاعب كرة قدم نرويجي في مركز جناح ‏، شارك في الألعاب الأولمبية الصيفية 1920. وشارك مع منتخب النرويج لكرة القدم. أما مع النوادي، فقد لعب مع نادي لين وMercantile SFK ‏.

## وصلات خارجية
- رولف آس على موقع الاتحاد الدولي (مؤرشف)  (الإنجليزية)
- رولف آس على موقع اتحاد النرويج (النرويجية)
- رولف آس على موقع قاعدة بيانات كرة القدم.إي يو (الإنجليزية)
- رولف آس على موقع ناشيونال فوتبول تيمز (الإنجليزية)
- رولف آس على موقع عالم كرة القدم.نت (الإنجليزية)
- رولف آس على موقع أوليمبيديا (الإنجليزية)